# ريو أوشيدا
ريو أوشيدا (باليابانية: 内田 理央) ممثلة وعارضة يابانية ولدت يوم 27 أيلول 1991 في طوكيو، مدينة هاتشيؤوجي.

## أعمالها

### مسلسلات
- لعبة الأصدقاء (2017) - بدور شيهو ساواراغي.

### أفلام
- لعبة الأصدقاء (2017) - بدور شيهو ساواراغي.

## روابط خارجية
- ريو أوشيدا على موقع IMDb (الإنجليزية)
- ريو أوشيدا على موقع قاعدة بيانات الفيلم (الإنجليزية)

## روابط أضافية
- ريو أوشيدا على تويتر.
- ريو أوشيدا 2 على تويتر.
- ريو أوشيدا على إنستغرام